# Hohe Schwabenalb

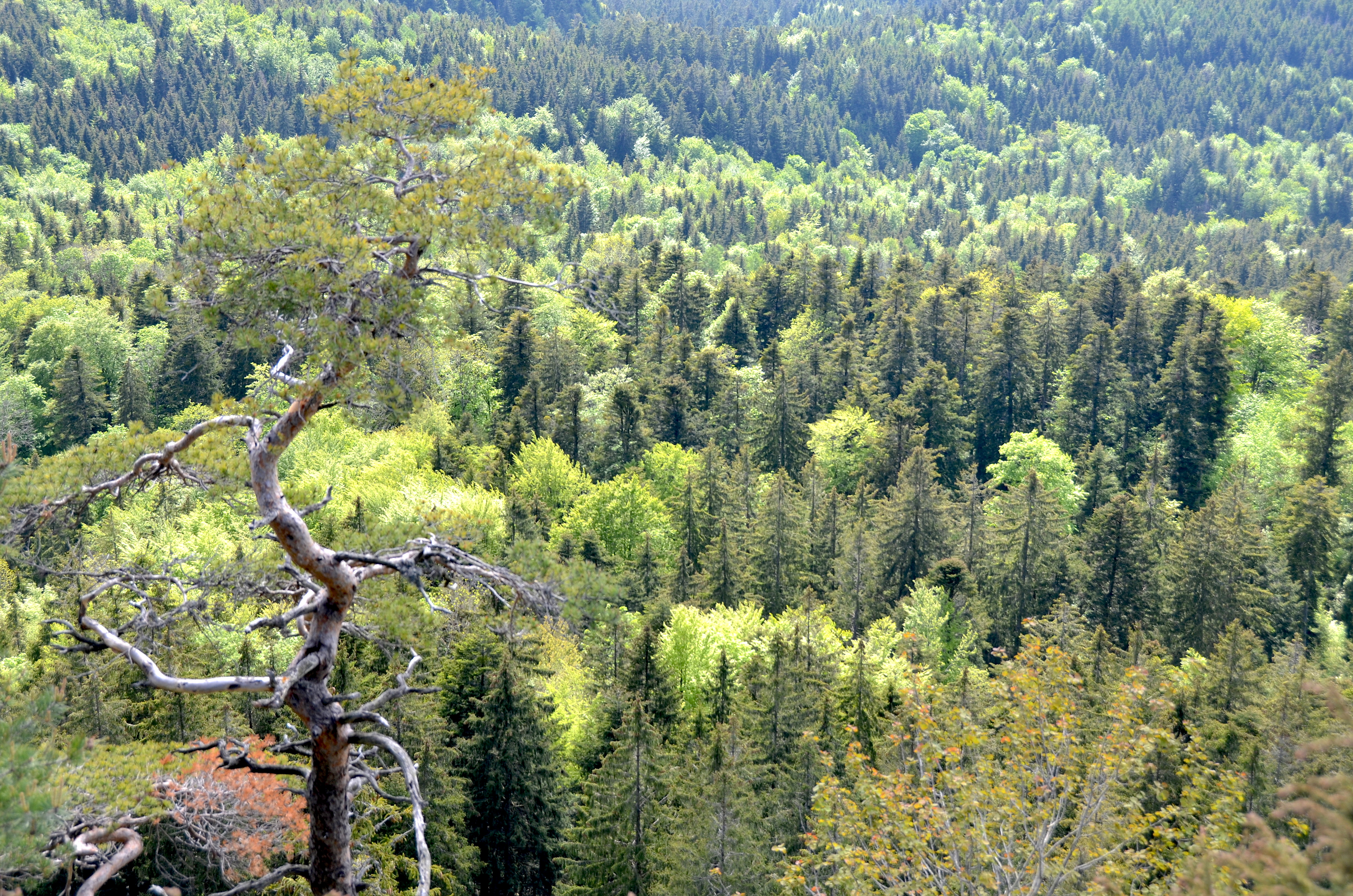
Bergmischwald am Südhang des Plettenbergs

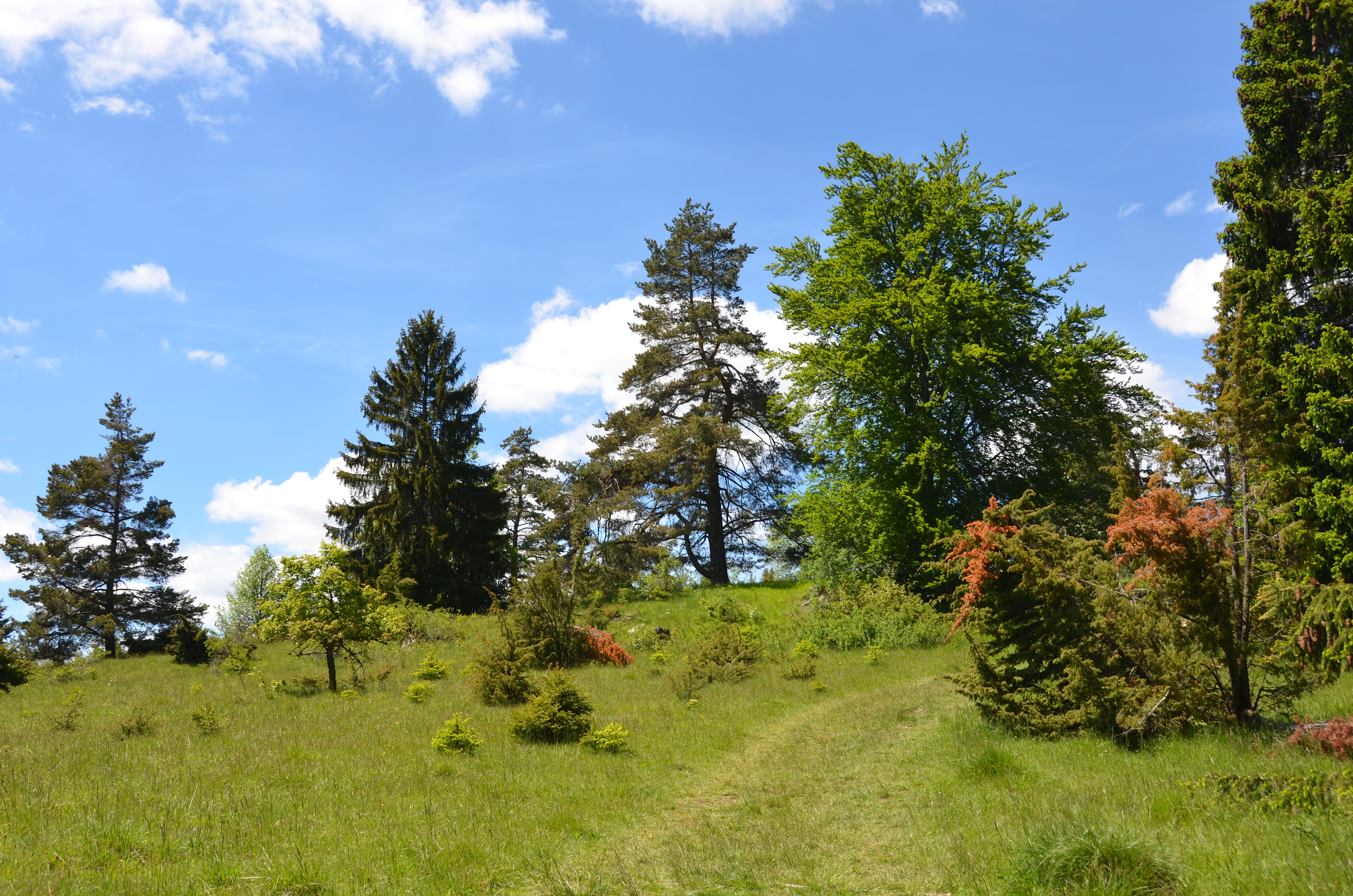
Traufgang Ochsenbergtour im Naturraum Hohe Schwabenalb bei Albstadt-Ebingen

Die Hohe Schwabenalb (siehe auch Westalb) ist der Naturraum 093 der Schwäbischen Alb im Südwestdeutschen Stufenland des Scherragaus. Der Naturraum ist weitgehend identisch mit dem kulturell definierten Großen Heuberg, umfasst aber auch nördlich davon gelegene Bereiche bis zum Starzeltal bei Burladingen, welches den Übergang zur Mittleren Schwäbischen Alb bildet.
Es handelt sich um eine in 900 bis 1000 Meter über NHN liegende verkarstete Hochfläche, die in ihrer räumlichen Ausdehnung rund 40 Kilometer von Spaichingen im Südwesten bis Burladingen im Nordosten reicht. Angrenzende Naturräume sind im Norden das Westliche Albvorland, im Nordosten die Mittlere Kuppenalb, im Süden Baaralb und Oberes Donautal und die Mittlere Flächenalb.
Die Hohe Schwabenalb fällt nach Osten und Süden ab. Im Norden wird die wellige Landschaft durch den Albtrauf und im Süden durch das Tal der Donau begrenzt. Den geologischen Untergrund bilden Massenkalke des Weißjura. Das Erscheinungsbild dominieren typische Karstformen wie flachmuldige Trockentäler, Höhlen, Blockhalden und Dolinen. Die Böden auf den Kuppen sind meist flachgründig bis felsig, in den Tälern hingegen tiefgründig mit Kalkschutt bedeckt und somit fruchtbar. Auf den Höhenzügen überwiegt das offene Land mit Grünland und an den Hängen der Wald.
Es herrscht ein raues, windiges Klima mit langem Winter.
Die ökologische Wertigkeit der Hohen Schwabenalb wird dadurch deutlich, dass effektiv 51,66 Prozent der Fläche als Schutzgebiete ausgewiesen sind. Durch Überschneidungen ergeben sind dabei 24,75 % FFH-Gebiete, 48,19 % Vogelschutzgebiete und 1,95 % Naturschutzgebiete.

## Naturräumliche Gliederung
Die Hohe Schwabenalb gliedert sich wie folgt: 
- 093 Hohe Schwabenalb
  - 093.1 Randhöhen der hohen Schwabenalb
    - 093.10 Bära-Randhöhen
    - 093.11 Schlichem-Randhöhen
    - 093.12 Eyach- und Schmiecha-Randhöhen

  - 093.2 Großer Heuberg
    - 093.20 Westlicher Heuberg
    - 093.21 Östlicher Heuberg
    - 093.22 Die Hardt
    - 093.23 Südlicher Hardtrand

  - 093.3 Ostteil der Hohen Schwabenalb
    - 093.30 Raichberg-Kuppenalb
    - 093.31 Bitzer Hochalb